# Don't Speak
"Don't Speak" é uma canção do terceiro álbum da banda No Doubt, Tragic Kingdom, lançada como terceiro single em 1996. Apesar de ter feito grande sucesso, não entrou na parada Billboard Hot 100 devido à política de singles do chart na época, mas atingiu a primeira posição do Billboard Hot 100 Airplay. Também chegou ao primeiro lugar em países como Inglaterra, Holanda, Letônia, Suécia, Filipinas, Suíça e Austrália. É, de longe, o mais notável sucesso da banda, tendo indicações ao Grammy de Canção do Ano e Melhor Performance de uma Dupla ou Grupo Pop com Vocal de 1996. Seu clipe ganhou o prêmio de Melhor Vídeo de Banda e recebeu uma indicação ao prêmio de Vídeo do Ano de 1997, no MTV Video Music Awards.
O clipe da música retrata a irritação da banda, com a atenção diferenciada da mídia à Gwen Stefani. EM 2007, "Don't Speak" ficou posicionada no número 495 na revista "As 500 Maiores Músicas desde que Você Nasceu", da revista Blender. A música pode ser escutada no videogame Band Hero de 2009 e também está incluída como download no Rock Band 2 de 2008, a música serviu de sample para vários artistas de hip hop, incluindo a canção de Rakim "Dedicated" e "War & Peace" de Ice Cube.

## Antecedentes e Produção
A música foi escrita por Gwen Stefani e Eric Stefani,e produzida por Matthew Wilder . Originalmente uma canção de amor, Gwen reescreveu a letra quase completamente depois que ela terminou com o baixista da banda Tony Kanal . De acordo com Gwen, "costumava ser mais otimista, mais do tipo rock dos anos setenta. [Quando] Tony e eu terminamos ... virou uma música triste".
O guitarrista da banda, Tom Dumont, disse sobre a composição da música:
"Há muitas histórias sobre essa música, porque essa se desenrolou por um longo período de tempo. Originalmente, o irmão de Gwen escreveu a maior parte dessa música e, depois que chegamos a ela como banda, Gwen mudou a letra para se adequar à sua vida. Musicalmente, nós o levamos a outro nível, mas perto do final, reformulamos. Há uma versão anterior da música, onde os versos são totalmente diferentes, que é uma versão realmente bonita e é incrível, mas é muito mais "jazzística" e muito diferente. Essa música teve um longo processo de incubação." 
É composto na tecla C menor e Fá menor . Uma versão demo também apareceu em um CD demo, que foi apresentado à Interscope Records antes do lançamento do álbum Tragic Kingdom.

## Desempenho Comercial
Após a liberação, a canção imediatamente começou a receber extensa airplay, e se tornou a música mais amplamente tocada na rádio americana em 1996. A canção alcançou o número um na Billboard 's Hot 100 Airplay ,e mantido nessa posição por 16 não- semanas consecutivas, um número grande na época. Embora o recorde foi quebrado em 1998 pela música "Iris" das Goo Goo Dolls , com 18 semanas em número um, a música permanece em segundo lugar, com mais semanas no número um no Hot 100 Airplay. Apesar de todo o seu ar, a música não foi autorizada a figurar na Billboard Hot 100já que nenhum single comercial foi lançado nos EUA (um requisito para fins de gráficos na época). O crítico de música da revista Slate , Chris Molanphy, afirmou que, se a música tivesse sido elegível para as paradas, ela certamente teria conquistado o primeiro lugar.
A música também ficou no número dois no Modern Rock Tracks por cinco semanas consecutivas, bloqueada pelo single " Swallowed ", da banda Bush . A música também provou ser um sucesso cruzado, alcançando o número um no Adult Top 40 por 15 semanas consecutivas, além de números seis e nove nas paradas Adult Contemporary e Rhythmic top 40, respectivamente. Foi finalmente colocado no número um no gráfico de final de ano do Hot 100 Airplay de 1997.Internacionalmente, a música também teve muito sucesso. Em fevereiro de 1997, atingiu o número um no Reino Unido e na Irlanda por três semanas. Em outras partes da Europa, "Don't Speak" alcançou a primeira posição na Bélgica, Holanda, Noruega, Suécia e Suíça. A Austrália foi outro grande mercado musical, onde a música recebeu uma difusão no ar, estreando no número um e mantendo a posição de pico por oito semanas. 